# Eddie Trunk
Eddie Trunk (8 de agosto de 1964) es un periodista estadounidense, conocido por ser el presentador y productor de algunos programas de radio y televisión especializados en música hard rock y heavy metal. También ha sido reconocido como uno de los más profundos conocedores del tema.

## Biografía
Eddie Trunk nació en Nueva Jersey, Estados Unidos. Creció en la ciudad de Madison y asistió a la reconocida Madison High School. Su carrera como periodista radial inició en la estación de radio de la universidad de Drew, mientras cursaba aún sus años universitarios. En su adolescencia empezó a sentir gran admiración por bandas como Kiss, The Raspberries, Aerosmith, UFO y Black Sabbath. A partir de allí, empezó a escribir artículos musicales, encontrando lo que definitivamente sería su pasión. 
Desde entonces ha realizado repetidas apariciones en programas de Radio y Televisión, además de haber sido empleado en la compañía discográfica Megaforce Records, donde llegó a ser vicepresidente y productor ejecutivo de bandas como Anthrax, Raven, TT Quick, Manowar, Overkill, King's X, Prophet, Icon y Ace Frehley. En efecto, Eddie fue uno de los responsables de impulsar nuevamente la carrera de Ace Frehley, logrando convencer al propietario de Megaforce para que firmara un contrato con el exguitarrista de Kiss.

## Actualidad
Actualmente presenta el programa radial Eddie Trunk Rocks, perteneciente a la estación neoyorquina Q104.3 (WAXQ) FM, además de presentar el programa televisivo That Metal Show de la cadena VH1, junto a los comediantes Jim Florentine y Don Jamieson.